# 亀甲船

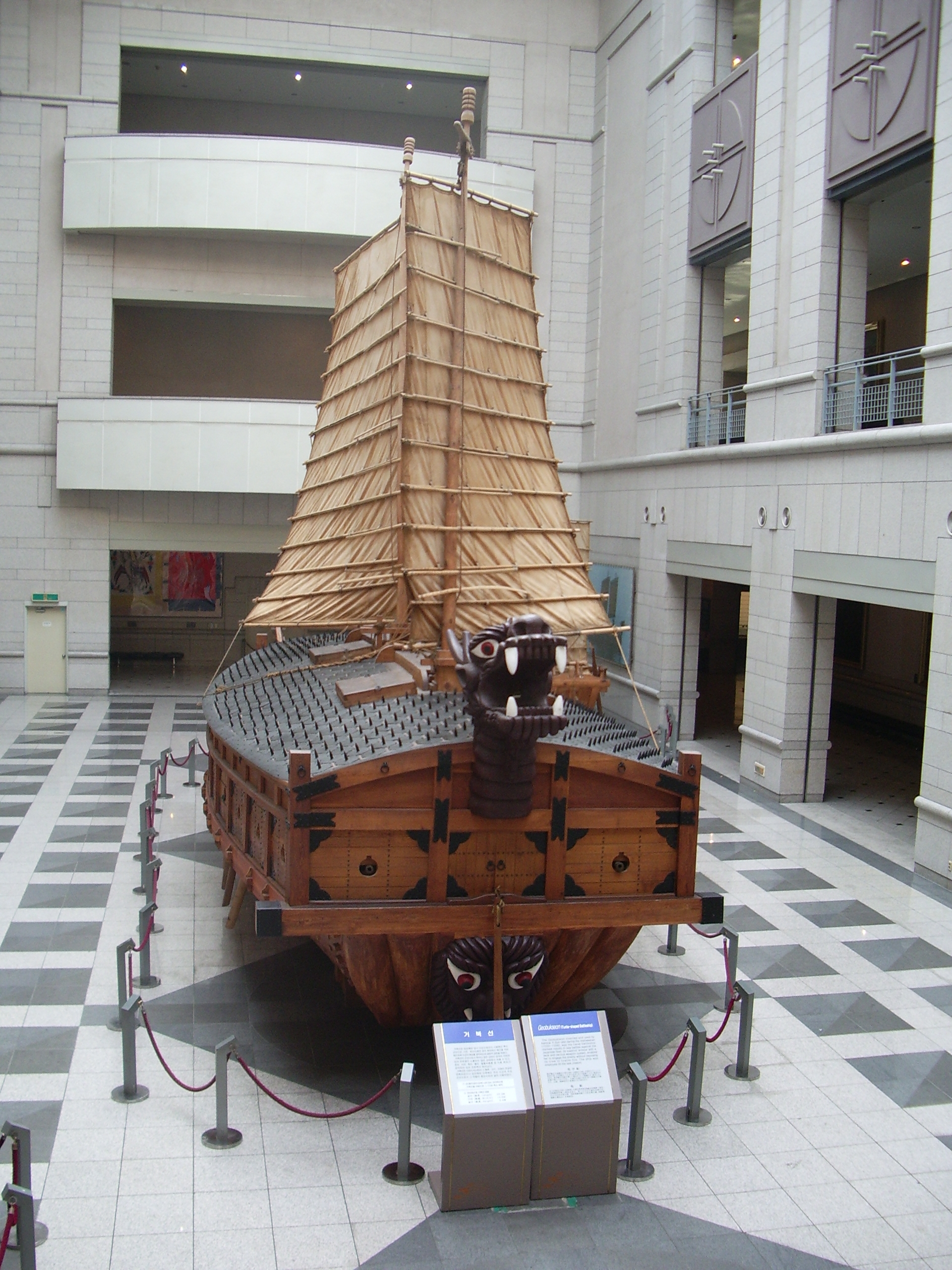
ソウル特別市の戦争記念館に展示されている亀甲船（復元）。鉄製の屋根の存在については論争がある。

亀甲船（きっこうせん、朝鮮語: 거북선、コブクソン）または亀船（龜船、きせん、朝: 귀선、キソン）は、李氏朝鮮時代に存在したとされる朝鮮水軍の軍艦。
朝鮮半島における複数の史書にその存在が記されているものの、考古学的な実在は立証されておらず、記録の信憑性についても研究者間で議論がある。

## 史書の記録

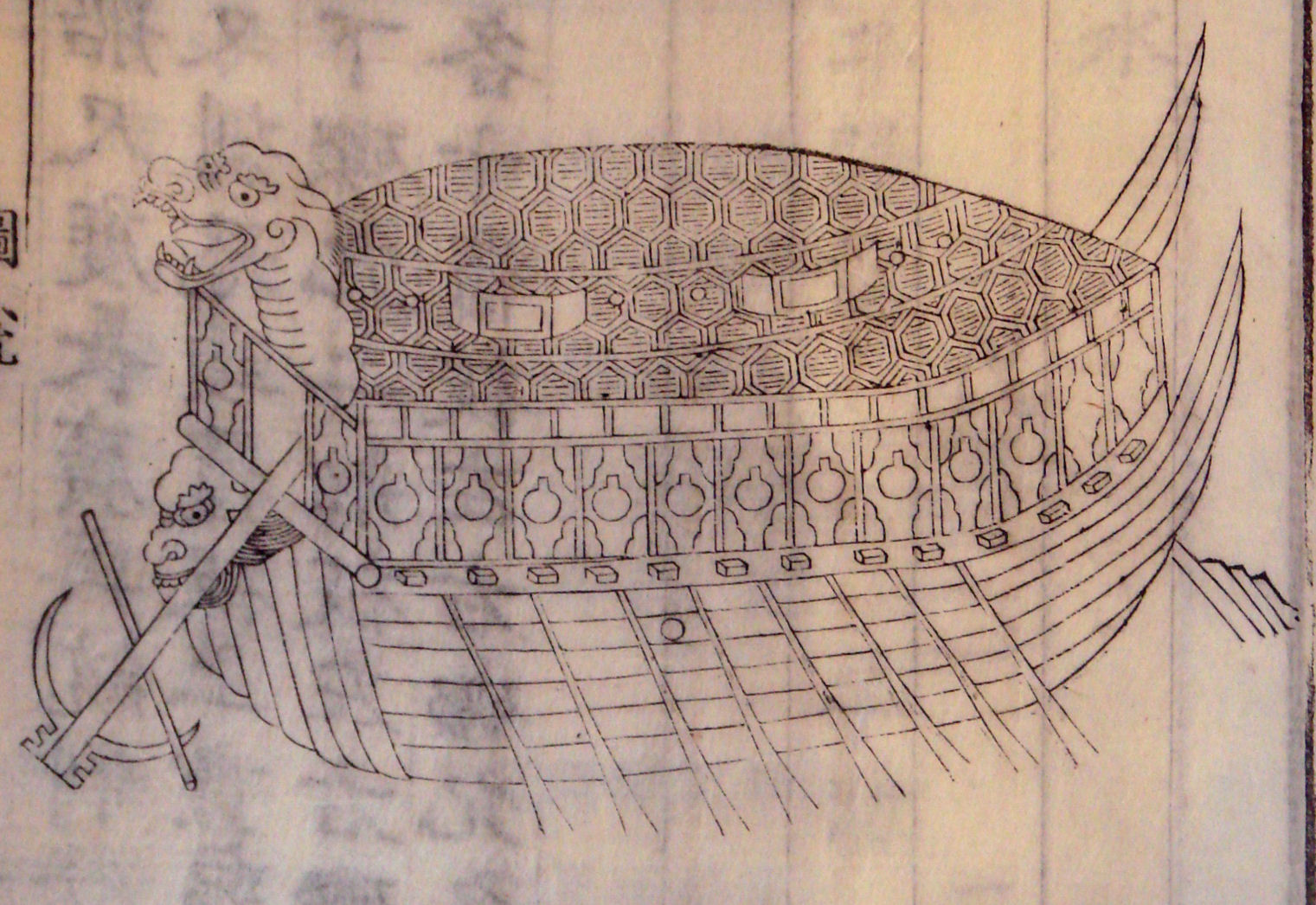
1795年に描かれた亀甲船の絵画。船体の木製の装飾はこの絵が描かれた同年代のもの。『李舜臣行録』などの記述を元にしている。

亀甲船についての記述が初めて登場するのは15世紀の太宗実録である。ここでは、亀甲船が対馬と戦うのであれば、その様子を（別の船から）見物したいと太宗が述べたことが記されている。
亀甲船は李舜臣の甥の李芬が著した『李舜臣行録』と、『李忠武公全書』（『乱中雑録（乱中日記）』）に構造についての記載が行われている（太宗のものと同じかは不明）。近海の警備に使われていたらしく、豊臣秀吉による文禄・慶長の役（壬辰・丁酉倭乱）で5隻が運用されたとされる。ただしいずれも後年の編纂であり、戦乱当時の記録に亀甲船に関する記事はなく、日本側の資料にも一切登場しない。
漆川梁海戦において朝鮮水軍はほぼ全滅し、続く鳴梁海戦で李舜臣が率いた13隻の船には亀甲船が含まれていないので、亀甲船は全て漆川梁海戦で沈没したと主張する説が大韓民国（韓国）にあるが、漆川梁海戦があった海域の再三の海底調査にもかかわらず、亀甲船の痕跡は全く発見されていない。
- 李舜臣行録
「亀甲船の大きさは、板屋船（当時の主力戦艦）とほぼ同じく上を板で覆い、その板の上には十字型の細道が出来ていて、やっと人が通れるようになっていた。そしてそれ以外は、ことごとく刀錐（刀模様のきり）をさして、足を踏み入れる余裕も無かった」、「前方には竜頭を作り、その口下には銃口が、竜尾にもまた銃口があった。左右にはそれぞれ6個の銃口があり、船形が亀のようであったので亀甲船と呼んだ」、「戦闘になると、かや草のむしろを刀錐の上にかぶせてカモフラージュしたので、敵兵がそれとも知らず飛び込むとみな刺さって死んだ。また、敵船が亀甲船を包囲するものなら、左右前後から一斉砲火をやられた」

## 構造
『李忠武公全書』には2枚の図面が掲載され、694文字の記載が行われている。船は船体上部と下部とに分かれており、上部は11〜13尺（朝鮮の尺）、下部は7.5尺、全高は18.5〜20.5尺程度となる。上部にはなだらかなアーチ状の屋根がついており、下部との連結部分は14本の駕木という梁で連結されている。上部の蓋板上には刀錐がびっしりと埋め込まれている。日本側の記録や、申采浩など朝鮮側の後世の記述では鉄甲船説があるが、『李忠武公全書』には鉄板に関する記載はない。
材質はマツの木が用いられているが、当時の朝鮮ではマツは軍船用にのみ使うものとして、国家によって管理されていた。日本側の軍船ではヒノキやスギが主に使われていたが、松材はこれらより頑丈であった。前部には龍の頭、後部には尾のような構造物が取り付けられている。
図によれば20丁の艪（1丁30尺）が出ており、1丁につき4人の漕ぎ手と1人の班長が従事した。
趙成都と桜井健郎の考証と推定では、6ノット程度の速度は余裕で出せるとしており、これは当時日本で用いられていた快速艇小早船に匹敵するものと見られている。ただし、艪の向かい角が大きく、漕ぎ手の出力に対して失速状態にあったとみられる。

## 評価
1908年頃に李舜臣を民族の英雄として顕彰した複数の記事を書いた申采浩は、亀甲船を世界における鉄甲船の元祖であると高く評価した。また1915年に『李舜臣伝』を書いた朴殷植も亀甲船の独自性を高く評価した。こうしたこともあり、朝鮮半島の一般社会では壬辰倭乱（文禄・慶長の役）における海戦の勝利を李舜臣の海戦術と亀甲船によるものであるとする認識が強く持たれている。
大韓民国における朝鮮水軍の研究においても亀甲船の研究は特にすすめられているが、壬辰倭乱（文禄・慶長の役）期の亀甲船の具体的な記録がないため、研究者間でもその規模や構造については議論がある。また亀甲船に関わる問題点の研究も進められている。

## 復元
現在、慶尚南道昌原市鎮海区の海軍士官学校博物館で研究者らの推定で製作された亀甲船が展示されている。当初は進水させる試みもあったが失敗しており、その後は陸上での展示となっている。毎年、桜の花が咲く十日間の軍港祭期間中のみ一般公開されており、十人程度の一般客が乗り込む事ができるようになっている。
慶尚南道では亀甲船を2011年末にかけて復元し、観光商品化すると明らかにした。新説に基づいて3階構造の亀甲船と板屋船など4隻が新造された。
2013年1月、巨済島に運ばれて水上展示される予定だった再現船が、曳航中に浸水し、緊急修理に入る事故があった。製作費は7億ウォン以上を要したとされる。

## ゲーム等の創作物
- エイジ オブ エンパイア シリーズ等の歴史シミュレーションゲームではそれらの想像や設定が反映されている例もあり、往々にして高性能を誇る強力な軍艦として登場している。